# Gastrodina
Gastrodina es un fenol natural. Es el glucósido de alcohol 4-hidroxibencil (gastrodigenina). Se puede aislar de las orquídeas Gastrodia elata o del rizoma de Galeola faberi.
También puede ser producido por biotransformación de 4-hidroxibenzaldehído por cultivos celulares de Datura tatula.